# 33⅓ (série de livros)
33+1⁄3  é uma série de livros em lingua inglesa publicada pela editora Bloomsbury; cada volume analisa um único álbum musical. O título da série refere-se à velocidade de um LP de vinil.

## História
Originalmente publicada pela editora anglo-americana Continuum, a série foi criada pelo editor David Barker em 2003. Na época, o Continuum publicava livros sobre filósofos; a editora da série, Ally-Jane Grossan, mencionou que Barker era "um fã obsessivo de música que pensava: 'Essa é uma ideia muito legal, por que não a aplicamos a álbuns'". PopMatters escreveu que a gama de álbuns analisados vai de "clássicos obscuros até os suspeitos de sempre dos Beach Boys, Beatles e Rolling Stones".
Em 2010, a Continuum foi comprada pela Bloomsbury Publishing, que continua a publicar a série. Após uma licença, Barker foi substituído por Grossan em janeiro de 2013. Em 2016, Daphne Brooks, Kevin Dettmarr, Amanda Petrusich e Gayle Wald assumiram funções co-editoriais.
Em agosto de 2017, a Bloomsbury anunciou o lançamento da 33 1/3 Global, uma extensão da série abordando música popular do mundo inteiro. As duas primeiras sub-séries lançadas foram 33 1/3 Brazil, editada por Jason Stanyek, e 33 1/3 Japan, editada por Noriko Manabe. O primeiro livro da subsérie do Brasil foi Caetano Veloso A Foreign Sound por Barbara Browning. Os primeiros livros da subsérie do Japão foram Supercell ft. Hatsune Miku por Keisuke Yamada e Yoko Kanno's Cowboy Bebop Soundtrack por Rose Bridges.
No Brasil, a coleção é publicada desde 2014 pela Editora Cobogó, com o nome de O livro do disco; publicando tanto traduções de alguns livros da coleção original quanto volumes exclusivos sobre álbuns de artistas brasileiros.

## Títulos
Até maio de 2018, 131 livros foram publicados na série principal.

### Série principal
| #   | Álbum (data da publicação do livro)                         | Artista                       | Ano (álbum) | Autor                                 | ISBN #                 |
| --- | ----------------------------------------------------------- | ----------------------------- | ----------- | ------------------------------------- | ---------------------- |
| 1   | Dusty in Memphis (2003)                                     | Dusty Springfield             | 1969        | Warren Zanes                          | ISBN 0-8264-1492-3     |
| 2   | Forever Changes (2003)                                      | Love                          | 1967        | Andrew Hultkrans                      | ISBN 0-8264-1493-1     |
| 3   | Harvest (2003)                                              | Neil Young                    | 1972        | Sam Inglis                            | ISBN 0-8264-1495-8     |
| 4   | The Kinks Are the Village Green Preservation Society (2003) | The Kinks                     | 1968        | Andy Miller                           | ISBN 0-8264-1498-2     |
| 5   | Meat Is Murder (2003)                                       | The Smiths                    | 1985        | Joe Pernice                           | ISBN 0-8264-1494-X     |
| 6   | The Piper at the Gates of Dawn (2003)                       | Pink Floyd                    | 1967        | John Cavanagh                         | ISBN 0-8264-1497-4     |
| 7   | ABBA Gold: Greatest Hits (2004)                             | ABBA                          | 1992        | Elisabeth Vincentelli                 | ISBN 0-8264-1546-6     |
| 8   | Electric Ladyland (2004)                                    | The Jimi Hendrix Experience   | 1968        | John Perry                            | ISBN 0-8264-1571-7     |
| 9   | Unknown Pleasures (2004)                                    | Joy Division                  | 1979        | Chris Ott                             | ISBN 0-8264-1549-0     |
| 10  | Sign o' the Times (2004)                                    | Prince                        | 1987        | Michaelangelo Matos                   | ISBN 0-8264-1547-4     |
| 11  | The Velvet Underground & Nico (2004)                        | The Velvet Underground        | 1967        | Joe Harvard                           | ISBN 0-8264-1550-4     |
| 12  | Let It Be (2004)                                            | The Beatles                   | 1970        | Steve Matteo                          | ISBN 0-8264-1634-9     |
| 13  | Live at the Apollo (2004)                                   | James Brown                   | 1963        | Douglas Wolk                          | ISBN 0-8264-1572-5     |
| 14  | Aqualung (2004)                                             | Jethro Tull                   | 1971        | Allan Moore                           | ISBN 0-8264-1619-5     |
| 15  | OK Computer (2004)                                          | Radiohead                     | 1997        | Dai Griffiths                         | ISBN 0-8264-1663-2     |
| 16  | Let It Be (2004)                                            | The Replacements              | 1984        | Colin Meloy                           | ISBN 0-8264-1633-0     |
| 17  | Led Zeppelin IV (2005)                                      | Led Zeppelin                  | 1971        | Erik Davis                            | ISBN 0-8264-1658-6     |
| 18  | Exile on Main St. (2005)                                    | The Rolling Stones            | 1972        | Bill Janovitz                         | ISBN 0-8264-1673-X     |
| 19  | Pet Sounds (2005)                                           | The Beach Boys                | 1966        | Jim Fusilli                           | ISBN 0-8264-1670-5     |
| 20  | Ramones (2005)                                              | Ramones                       | 1976        | Nicholas Rombes                       | ISBN 0-8264-1671-3     |
| 21  | Armed Forces (2005)                                         | Elvis Costello                | 1979        | Franklin Bruno                        | ISBN 0-8264-1674-8     |
| 22  | Murmur (2005)                                               | R.E.M.                        | 1983        | J. Niimi                              | ISBN 0-8264-1672-1     |
| 23  | Grace (2005)                                                | Jeff Buckley                  | 1994        | Daphne Brooks                         | ISBN 0-8264-1635-7     |
| 24  | Endtroducing..... (2005)                                    | DJ Shadow                     | 1996        | Eliot Wilder                          | ISBN 0-8264-1682-9     |
| 25  | Kick Out the Jams (2005)                                    | MC5                           | 1969        | Don McLeese                           | ISBN 0-8264-1660-8     |
| 26  | Low (2005)                                                  | David Bowie                   | 1977        | Hugo Wilcken                          | ISBN 0-8264-1684-5     |
| 27  | Born in the U.S.A. (2005)                                   | Bruce Springsteen             | 1984        | Geoffrey Himes                        | ISBN 0-8264-1661-6     |
| 28  | Music from Big Pink (2005)                                  | The Band                      | 1968        | John Niven                            | ISBN 0-8264-1771-X     |
| 29  | In the Aeroplane Over the Sea (2005)                        | Neutral Milk Hotel            | 1998        | Kim Cooper                            | ISBN 0-8264-1690-X     |
| 30  | Paul's Boutique (2006)                                      | Beastie Boys                  | 1989        | Dan Le Roy                            | ISBN 0-8264-1741-8     |
| 31  | Doolittle (2006)                                            | Pixies                        | 1989        | Ben Sisario                           | ISBN 0-8264-1774-4     |
| 32  | There's a Riot Goin' On (2006)                              | Sly and the Family Stone      | 1971        | Miles Marshall Lewis                  | ISBN 0-8264-1744-2     |
| 33  | The Stone Roses (2006)                                      | The Stone Roses               | 1989        | Alex Green                            | ISBN 0-8264-1742-6     |
| 34  | In Utero (2006)                                             | Nirvana                       | 1993        | Gillian G. Gaar                       | ISBN 0-8264-1776-0     |
| 35  | Highway 61 Revisited (2006)                                 | Bob Dylan                     | 1965        | Mark Polizzotti                       | ISBN 0-8264-1775-2     |
| 36  | Loveless (2006)                                             | My Bloody Valentine           | 1991        | Mike McGonigal                        | ISBN 0-8264-1548-2     |
| 37  | The Who Sell Out (2006)                                     | The Who                       | 1967        | John Dougan                           | ISBN 0-8264-1743-4     |
| 38  | Bee Thousand (2006)                                         | Guided by Voices              | 1994        | Marc Woodworth                        | ISBN 0-8264-1748-5     |
| 39  | Daydream Nation (2006)                                      | Sonic Youth                   | 1988        | Matthew Stearns                       | ISBN 0-8264-1740-X     |
| 40  | Court and Spark (2006)                                      | Joni Mitchell                 | 1974        | Sean Nelson                           | ISBN 0-8264-1773-6     |
| 41  | Use Your Illusion I and II (2006)                           | Guns N' Roses                 | 1991        | Eric Weisbard                         | ISBN 0-8264-1924-0     |
| 69  | 69 Love Songs (2006)                                        | The Magnetic Fields           | 1999        | LD Beghtol                            | ISBN 0-8264-1925-9     |
| 42  | Songs in the Key of Life (2007)                             | Stevie Wonder                 | 1976        | Zeth Lundy                            | ISBN 0-8264-1926-7     |
| 43  | The Notorious Byrd Brothers (2007)                          | The Byrds                     | 1968        | Ric Menck                             | ISBN 0-8264-1717-5     |
| 44  | Trout Mask Replica (2007)                                   | Captain Beefheart             | 1969        | Kevin Courrier                        | ISBN 0-8264-2781-2     |
| 45  | Double Nickels on the Dime (2007)                           | Minutemen                     | 1984        | Michael T. Fournier                   | ISBN 0-8264-2787-1     |
| 46  | Aja (2007)                                                  | Steely Dan                    | 1977        | Don Breithaupt                        | ISBN 0-8264-2783-9     |
| 47  | People's Instinctive Travels and the Paths of Rhythm (2007) | A Tribe Called Quest          | 1990        | Shawn Taylor                          | ISBN 0-8264-1923-2     |
| 48  | Rid of Me (2007)                                            | PJ Harvey                     | 1993        | Kate Schatz                           | ISBN 0-8264-2778-2     |
| 49  | Achtung Baby (2007)                                         | U2                            | 1991        | Stephen Catanzarite                   | ISBN 0-8264-2784-7     |
| 50  | If You're Feeling Sinister (2007)                           | Belle & Sebastian             | 1996        | Scott Plagenhoef                      | ISBN 0-8264-2818-5     |
| 51  | Pink Moon (2007)                                            | Nick Drake                    | 1972        | Amanda Petrusich                      | ISBN 0-8264-2790-1     |
| 52  | Let's Talk About Love (2007)                                | Celine Dion                   | 1997        | Carl Wilson                           | ISBN 0-8264-2788-X     |
| 53  | Swordfishtrombones (2007)                                   | Tom Waits                     | 1983        | David Smay                            | ISBN 0-8264-2782-0     |
| 54  | 20 Jazz Funk Greats (2008)                                  | Throbbing Gristle             | 1979        | Drew Daniel                           | ISBN 0-8264-2793-6     |
| 55  | Horses (2008)                                               | Patti Smith                   | 1975        | Philip Shaw                           | ISBN 0-8264-2792-8     |
| 56  | Master of Reality (2008)                                    | Black Sabbath                 | 1971        | John Darnielle                        | ISBN 0-8264-2899-1     |
| 57  | Reign in Blood (2008)                                       | Slayer                        | 1986        | D.X. Ferris                           | ISBN 0-8264-2909-2     |
| 58  | Shoot Out the Lights (2008)                                 | Richard and Linda Thompson    | 1982        | Hayden Childs                         | ISBN 0-8264-2791-X     |
| 59  | Gentlemen (2008)                                            | The Afghan Whigs              | 1993        | Bob Gendron                           | ISBN 0-8264-2910-6     |
| 60  | Rum, Sodomy, and the Lash (2008)                            | The Pogues                    | 1985        | Jeffrey T. Roesgen                    | ISBN 0-8264-2916-5     |
| 61  | The Gilded Palace of Sin (2008)                             | The Flying Burrito Brothers   | 1969        | Bob Proehl                            | ISBN 0-8264-2903-3     |
| 62  | Pink Flag (2009)                                            | Wire                          | 1977        | Wilson Neate                          | ISBN 0-8264-2914-9     |
| 63  | XO (2009)                                                   | Elliott Smith                 | 1998        | Mathew Lemay                          | ISBN 0-8264-2900-9     |
| 64  | Illmatic (2009)                                             | Nas                           | 1994        | Matthew Gasteier                      | ISBN 0-8264-2907-6     |
| 65  | Radio City (2009)                                           | Big Star                      | 1974        | Bruce Eaton                           | ISBN 0-8264-2898-3     |
| 66  | One Step Beyond... (2009)                                   | Madness                       | 1979        | Terry Edwards                         | ISBN 0-8264-2906-8     |
| 67  | Another Green World (2009)                                  | Brian Eno                     | 1975        | Geeta Dayal                           | ISBN 0-8264-2786-3     |
| 68  | Zaireeka (2009)                                             | The Flaming Lips              | 1997        | Mark Richardson                       | ISBN 978-0-8264-2901-8 |
| 70  | Facing Future (2009)                                        | Israel Kamakawiwoʻole         | 1993        | Dan Kois                              | ISBN 0-8264-2905-X     |
| 71  | It Takes a Nation of Millions to Hold Us Back (2010)        | Public Enemy                  | 1988        | Christopher R. Weingarten             | ISBN 0-8264-2913-0     |
| 72  | Wowee Zowee (2010)                                          | Pavement                      | 1995        | Bryan Charles                         | ISBN 0-8264-2957-2     |
| 73  | Highway to Hell (2010)                                      | AC/DC                         | 1979        | Joe Bonomo                            | ISBN 1-4411-9028-7     |
| 74  | Song Cycle (2010)                                           | Van Dyke Parks                | 1968        | Richard Henderson                     | ISBN 0-8264-2917-3     |
| 75  | Spiderland (2010)                                           | Slint                         | 1991        | Scott Tennent                         | ISBN 1-4411-7026-X     |
| 76  | Kid A (2010)                                                | Radiohead                     | 2000        | Marvin Lin                            | ISBN 0-8264-2343-4     |
| 77  | Tusk (2011)                                                 | Fleetwood Mac                 | 1979        | Rob Trucks                            | ISBN 0-8264-2902-5     |
| 78  | Pretty Hate Machine (2011)                                  | Nine Inch Nails               | 1989        | Daphne Carr                           | ISBN 978-0-8264-2789-2 |
| 79  | Chocolate and Cheese (2011)                                 | Ween                          | 1994        | Hank Shteamer                         | ISBN 0-8264-3117-8     |
| 80  | American Recordings (2011)                                  | Johnny Cash                   | 1994        | Tony Tost                             | ISBN 1-4411-7461-3     |
| 81  | Some Girls (2011)                                           | The Rolling Stones            | 1978        | Cyrus Patell                          | ISBN 1-4411-9280-8     |
| 82  | You're Living All Over Me (2011)                            | Dinosaur Jr.                  | 1987        | Nick Attfield                         | ISBN 1-4411-8778-2     |
| 83  | Marquee Moon (2011)                                         | Television                    | 1977        | Bryan Waterman                        | ISBN 1-4411-8605-0     |
| 84  | Amazing Grace (2011)                                        | Aretha Franklin               | 1972        | Aaron Cohen                           | ISBN 1-4411-4888-4     |
| 85  | Dummy (2011)                                                | Portishead                    | 1994        | RJ Wheaton                            | ISBN 1-4411-9449-5     |
| 86  | Fear of Music (2012)                                        | Talking Heads                 | 1979        | Jonathan Lethem                       | ISBN 1-4411-2100-5     |
| 87  | Histoire de Melody Nelson (2013)                            | Serge Gainsbourg              | 1971        | Darran Anderson                       | ISBN 1-6235-6287-2     |
| 88  | Flood (2013)                                                | They Might Be Giants          | 1990        | S. Alexander Reed and Philip Sandifer | ISBN 1-6235-6915-X     |
| 89  | I Get Wet (2014)                                            | Andrew W.K.                   | 2001        | Phillip Crandall                      | ISBN 1-6235-6714-9     |
| 90  | Selected Ambient Works Volume II (2014)                     | Aphex Twin                    | 1994        | Marc Weidenbaum                       | ISBN 1-6235-6890-0     |
| 91  | Entertainment! (2014)                                       | Gang of Four                  | 1979        | Kevin Dettmar                         | ISBN 1-6235-6065-9     |
| 92  | Blank Generation (2014)                                     | Richard Hell and the Voidoids | 1977        | Pete Astor                            | ISBN 1-6235-6122-1     |
| 93  | Donuts (2014)                                               | J Dilla                       | 2006        | Jordan Ferguson                       | ISBN 1-6235-6183-3     |
| 94  | Smile (2014)                                                | The Beach Boys                | 1967        | Luis Sanchez                          | ISBN 1-6235-6258-9     |
| 95  | Definitely Maybe (2014)                                     | Oasis                         | 1994        | Alex Niven                            | ISBN 1-6235-6423-9     |
| 96  | Exile in Guyville (2014)                                    | Liz Phair                     | 1993        | Gina Arnold                           | ISBN 1-4411-6257-7     |
| 97  | My Beautiful Dark Twisted Fantasy (2014)                    | Kanye West                    | 2010        | Kirk Walker Graves                    | ISBN 1-6235-6542-1     |
| 98  | The Grey Album (2014)                                       | Danger Mouse                  | 2004        | Charles Fairchild                     | ISBN 978-1-62356-660-9 |
| 99  | () (2014)                                                   | Sigur Rós                     | 2002        | Ethan Hayden                          | ISBN 1-6235-6892-7     |
| 100 | Dangerous (2014)                                            | Michael Jackson               | 1991        | Susan Fast                            | ISBN 1-6235-6631-2     |
| 101 | Tago Mago (2014)                                            | Can                           | 1971        | Alan Warner                           | ISBN 1-6289-2108-0     |
| 102 | Ode to Billie Joe (2014)                                    | Bobbie Gentry                 | 1967        | Tara Murtha                           | ISBN 1-6235-6964-8     |
| 103 | Live Through This (2014)                                    | Hole                          | 1994        | Anwen Crawford                        | ISBN 978-1-6235-6762-0 |
| 104 | Freedom of Choice (2015)                                    | Devo                          | 1980        | Evie Nagy                             | ISBN 978-1-6235-6344-8 |
| 105 | Fresh Fruit for Rotting Vegetables (2015)                   | Dead Kennedys                 | 1980        | Michael Stewart                       | ISBN 978-1-6235-6730-9 |
| 106 | Super Mario Bros. (2015)                                    | Koji Kondo                    | 1985        | Andrew Schartmann                     | ISBN 978-1-6289-2853-2 |
| 107 | Beat Happening (2015)                                       | Beat Happening                | 1985        | Bryan C. Parker                       | ISBN 978-1628929270    |
| 108 | Metallica (2015)                                            | Metallica                     | 1991        | David Masciotra                       | ISBN 978-1628929300    |
| 109 | A Live One (2015)                                           | Phish                         | 1995        | Walter Holland                        | ISBN 978-1628929386    |
| 110 | Bitches Brew (2015)                                         | Miles Davis                   | 1970        | George Grella                         | ISBN 978-1628929430    |
| 111 | Parallel Lines (2016)                                       | Blondie                       | 1978        | Kembrew McLeod                        | ISBN 978-1501302374    |
| 112 | Workingman's Dead (2016)                                    | Grateful Dead                 | 1970        | Buzz Poole                            | ISBN 978-1628929249    |
| 113 | Hangin' Tough (2016)                                        | New Kids on the Block         | 1988        | Rebecca Wallwork                      | ISBN 978-1628929737    |
| 114 | The Geto Boys (2016)                                        | The Geto Boys                 | 1990        | Rolf Potts                            | ISBN 978-1628929461    |
| 115 | Dig Me Out (2016)                                           | Sleater-Kinney                | 1997        | Jovana Babovic                        | ISBN 978-1628929768    |
| 116 | Sound of Silver (2016)                                      | LCD Soundsystem               | 2007        | Ryan Leas                             | ISBN 978-1501325595    |
| 117 | Live (2016)                                                 | Donny Hathaway                | 1972        | Emily Lordi                           | ISBN 978-1628929805    |
| 118 | Psychocandy (2016)                                          | The Jesus and Mary Chain      | 1985        | Paula Mejia                           | ISBN 978-1628929508    |
| 119 | The Modern Lovers (2017)                                    | The Modern Lovers             | 1976        | Sean Maloney                          | ISBN 978-1501322181    |
| 120 | Soundtrack from Twin Peaks (2017)                           | Angelo Badalamenti            | 1990        | Clare Nina Norelli                    | ISBN 978-1501323010    |
| 121 | Colossal Youth (2017)                                       | Young Marble Giants           | 1980        | Michael Blair and Joe Bucciero        | ISBN 978-1501321146    |
| 122 | Bizarre Ride II the Pharcyde (2017)                         | The Pharcyde                  | 1992        | Andrew Barker                         | ISBN 978-1501321276    |
| 123 | The Suburbs (2017)                                          | Arcade Fire                   | 2010        | Eric Eidelstein                       | ISBN 978-1501336461    |
| 124 | Workbook (2017)                                             | Bob Mould                     | 1989        | Walter Biggins and Daniel Couch       | ISBN 978-1501321351    |
| 125 | Uptown Saturday Night (2017)                                | Camp Lo                       | 1997        | Patrick Rivers and Will Fulton        | ISBN 978-1501322723    |
| 126 | The Raincoats (2017)                                        | The Raincoats                 | 1979        | Jenn Pelly                            | ISBN 978-1501302404    |
| 127 | Homogenic (2017)                                            | Björk                         | 1997        | Emily Mackay                          | ISBN 978-1501322747    |
| 128 | Okie from Muskogee (2018)                                   | Merle Haggard                 | 1969        | Rachel Rubin                          | ISBN 978-1501321436    |
| 129 | In on the Kill Taker (2018)                                 | Fugazi                        | 1993        | Joe Gross                             | ISBN 978-1501321399    |
| 130 | 24 Hour Revenge Therapy (2018)                              | Jawbreaker                    | 1994        | Ronen Givony                          | ISBN 978-1501323096    |
| 131 | Transformer (2018)                                          | Lou Reed                      | 1972        | Ezra Furman                           | ISBN 978-1501323058    |
| 132 | Peepshow (2018)                                             | Siouxsie and the Banshees     | 1988        | Samantha Bennett                      | ISBN 978-1501321856    |
| 133 | Southern Rock Opera (2018)                                  | Drive-By Truckers             | 2001        | Rien Fertel                           | ISBN 978-1501331787    |
| 134 | Jesus Freak (2018)                                          | DC Talk                       | 1995        | Will Stockton and D. Gilson           | ISBN 978-1501331664    |
| 135 | Boys for Pele (2018)                                        | Tori Amos                     | 1996        | Amy Gentry                            | ISBN 978-1501321313    |

Publicados na coleção O Livro do Disco, da editora Cobogó:
| #  | Álbum (data da publicação do livro)      | Artista                                                                  | Ano (álbum) | Autor                     | ISBN              |  |
| -- | ---------------------------------------- | ------------------------------------------------------------------------ | ----------- | ------------------------- | ----------------- |  |
| 1  | LadoB LadoA (2014)                       | O Rappa                                                                  | 1999        | Frederico Coelho          | 978-85-60965-69-4 |  |
| 2  | Estudando o Samba (2014)                 | Tom Zé                                                                   | 1976        | Bernardo Oliveira         | 978-85-60965-66-3 |  |
| 3  | A Tábua de Esmeralda (2014)              | Jorge Ben                                                                | 1974        | Paulo da Costa e Silva    | 978-85-60965-65-6 |  |
| 4  | As Quatro Estações (2014)                | Legião Urbana                                                            | 1989        | Mariano Marovatto         | 978-85-60965-75-5 |  |
| 5  | Refavela (2017)                          | Gilberto Gil                                                             | 1977        | Mauricio Barros de Castro | 978-85-5591-036-4 |  |
| 6  | Tropicália ou Panis et Circencis (2018)  | Caetano Veloso, Gal Costa, Gilberto Gil, Nara Leão, Os Mutantes e Tom Zé | 1968        | Pedro Duarte              | 978-85-5591-051-7 |  |
| 7  | Guerreira (2018)                         | Clara Nunes                                                              | 1978        | Giovanna Dealtry          | 978-85-5591-071-5 |  |
| 8  | Da Lama ao Caos (2019)                   | Chico Science & Nação Zumbi                                              | 1994        | Lorena Calabria           | 978-85-5591-088-3 |  |
| 9  | Essa tal de Gang 90 & Absurdettes (2019) | Gang 90 & Absurdettes                                                    | 1983        | Jorn Konjin               | 978-85-5591-098-2 |  |
| 10 | Sorriso Negro (2021)                     | Dona Ivone Lara                                                          | 1981        | Mila Burns                | 978-65-5691-022-2 |  |
| 11 | Sobrevivendo no Inferno (2021)           | Racionais MC's                                                           | 1997        | Arthur Dantas Rocha       | 978-65-5691-033-8 |  |
| 12 | Nara - 1964 (2022)                       | Nara Leão                                                                | 1964        | Hugo Sukman               | 978-65-5691-054-3 |  |
| 13 | Fullgás (2022)                           | Marina Lima                                                              | 1984        | Renato Gonçalves          | 978-65-569-1078-9 |  |
| 14 | De Pé no Chão (2022)                     | Beth Carvalho                                                            | 1978        | Leonardo Bruno            | 978-65-5691-080-2 |  |